# Achraf Madi
Achraf Madi (Amsterdam, 27 juni 2002) is een Nederlands voetballer die als middenvelder voor Sparta Rotterdam speelt.

## Carrière
Achraf Madi speelde in de jeugd van SC Buitenveldert, FC Utrecht, AFC, FC Twente en Sparta Rotterdam. Sinds 2020 maakt hij deel uit van de selectie van Jong Sparta. Hij debuteerde voor het eerste elftal van Sparta op 15 december 2021, in de met 2-1 verloren bekerwedstrijd tegen Vitesse. Hij kwam in de 73e minuut in het veld voor Mario Engels.

### Statistieken

#### Beloften
| Seizoen                        | Club                  | Land            | Competitie      | Competitie | Competitie | Totaal | Totaal |
| Seizoen                        | Club                  | Land            | Competitie      | Wed.       | Dlp.       | Wed.   | Dlp.   |
| ------------------------------ | --------------------- | --------------- | --------------- | ---------- | ---------- | ------ | ------ |
| 2020/21                        | Jong Sparta Rotterdam | Nederland       | Tweede divisie  | 0          | 0          | 0      | 0      |
| 2021/22                        | Jong Sparta Rotterdam | Nederland       | Tweede divisie  | 14         | 2          | 14     | 2      |
| Totaal beloften                | Totaal beloften       | Totaal beloften | Totaal beloften | 14         | 2          | 14     | 2      |
| Bijgewerkt op 29 december 2021 |                       |                 |                 |            |            |        |        |

#### Senioren
| Seizoen                        | Club             | Land            | Competitie      | Competitie | Competitie | Beker | Beker | Totaal | Totaal |
| Seizoen                        | Club             | Land            | Competitie      | Wed.       | Dlp.       | Wed.  | Dlp.  | Wed.   | Dlp.   |
| ------------------------------ | ---------------- | --------------- | --------------- | ---------- | ---------- | ----- | ----- | ------ | ------ |
| 2021/22                        | Sparta Rotterdam | Nederland       | Eredivisie      | 0          | 0          | 1     | 0     | 1      | 0      |
| Totaal senioren                | Totaal senioren  | Totaal senioren | Totaal senioren | 0          | 0          | 1     | 0     | 1      | 0      |
| Carrièretotaal                 | Carrièretotaal   | Carrièretotaal  | Carrièretotaal  | 14         | 2          | 1     | 0     | 15     | 2      |
| Bijgewerkt op 29 december 2021 |                  |                 |                 |            |            |       |       |        |        |